# Queimada Grande
Queimada Grande, portugiesisch Ilha da Queimada Grande, oder Ilha das Cobras („Schlangeninsel“), von der Sensationspresse auch „Insel des Todes“ genannt, ist eine Insel 33 Kilometer südlich vor der brasilianischen Südostküste, die vor allem in der Zoologie durch ihre Schlangenpopulation bekannt wurde. 

## Geographie
Queimada Grande und die winzige Nachbarinsel Queimada Pequena, etwa zwölf Kilometer näher an der Küste des Festlandes, gehören zur Gemeinde Itanhaém im Bundesstaat São Paulo südwestlich der Großstadt Santos. Beide sind unbewohnt und schwer zugänglich. 
Die Inseln bestehen aus Granit. Sie wurden erst zum Ende der letzten Eiszeit, am Ende des Pleistozäns, vor 15.000 Jahren, vom brasilianischen Festland getrennt. Queimada Grande ist ein Hügelkamm, dessen größte Höhe 200 m beträgt. Die Küsten bestehen aus schroffen Felsen, die steil ins Meer abfallen. Die Wassertiefe um die Insel beträgt 45 m. Sandstrände gibt es keine, eine Landung ist sehr schwierig.

## Geschichte
Spuren indianischer Besiedlung sind nicht gefunden worden. Der Name der Insel, das portugiesische Wort Queimada, bezeichnet einen Brand oder eine Brandrodung. Nachdem Brasilien von den Portugiesen kolonisiert worden war, gab es in historischer Zeit, ungeklärt wann, Brandrodungen und den Versuch, eine Bananenpflanzung anzulegen, der aber scheiterte. Auf dem nördlichsten Teil des Inselhauptkamms steht ein von der brasilianischen Marine betriebener Leuchtturm mit einem Hubschrauberlandeplatz. Nachdem in wenigen Jahren in kurzem Abstand drei Leuchtturmwärter durch Schlangenbisse zu Tode gekommen sein sollen, wird das für Schiffe im Großraum von São Paulo wichtige Leuchtfeuer automatisch betrieben.

## Vegetation
Queimada Grande trägt noch teilweise Primärvegetation, die Mata Atlântica, besonders an den westlichen Hängen und auf den Bergspitzen. Der Wald an den östlichen Hängen ist viel niedriger gewachsen, weil er ständig starken Winden ausgesetzt ist, die zudem den Boden mit Salz anreichern. Auf etwa einem Fünftel der Fläche, die früher von Wald bedeckt, aber dann gerodet worden war, wachsen nun eingeschleppte Gräser. Seit der Rodung wurde die Vegetation der Insel nicht mehr anthropogen verändert.

## Fauna
Außer den Schlangen, die die Insel bekannt gemacht haben, gibt es an Land wenig andere Tiere. Eidechsen sind selten, ebenso eine weitere endemische Art der Insel, der Knickzehenlaubfrosch Ololygon peixotoi. An der Uferlinie leben einige Amphibienarten. Zugvögel, die auf der Insel rasten, sind die Hauptnahrungsquelle für die Insel-Lanzenottern. Eine weitere vorkommende Schlangenart ist Dipsas albifrons, die sich von Schnecken ernährt. Am Boden findet man u. a. die Schabenart Hormetica laevigata, welche sich u. a. vom Vogelkot ernährt. 
Die Meeresfauna ist sehr reich, an Großfischen gibt es zahlreiche Arten von Zackenbarschen (Epinephelidae), Salmlerartigen (Characiformes) und Seepapageien (Scarinae). Die Amateurfischerei unterliegt strengen Auflagen des Instituto Brasileiro do Meio Ambiente e dos Recursos Naturais Renováveis (IBAMA), der brasilianischen Umweltschutzbehörde.

### Die Insel-Lanzenotter
Die Insel war einst weltweit der Platz mit der höchsten Giftschlangendichte. Allerdings ist die verschiedentlich kolportierte Behauptung, es lebten auf der Insel neun (nach anderen Quellen vier bis fünf) Giftschlangen pro Quadratmeter, ein Mythos oder Rechenfehler. Auf der etwa 563.000 m² großen Insel lebten Anfang des 20. Jahrhunderts ungefähr 15.000 endemische Insel-Lanzenottern (Bothrops insularis), die zur Familie der Grubenottern (Crotalidae) gehören. Erst 1921 wurde die Insel-Lanzenotter vom brasilianischen Schlangenforscher Afrânio Pompílio Bastos do Amaral (1894–1982), der im selben Jahr Direktor des Instituto Butantan wurde, als eigene Art erkannt.
Amaral untersuchte die Giftwirkung und meinte, dass das Gift der Insel-Lanzenotter wahrscheinlich das am schnellsten wirkende Gift aller Lanzenottern sei. Das hänge damit zusammen, dass die bevorzugten Beutetiere kleine Vögel seien, die die Schlange mit dem Biss flugunfähig machen müssten, damit sie nicht davonflögen und für sie unerreichbar werden. Erst die adulten Schlangen ernährten sich von Vögeln und gelegentlich anderen Schlangen, die Jungtiere jagen Amphibien und Eidechsen. 
Nach dem Ersten Weltkrieg schätzte man die Population noch auf 3000–4000 Ottern, doch schon 1930 ergab eine Reihenuntersuchung, dass 50 Prozent der Tiere Männchen, nur 10 Prozent Weibchen und 40 Prozent intersexuell, also weibliche Tiere mit männlichen Begattungsorganen (Hemipenis) sind. Letztere sind nur in Ausnahmefällen echte Zwitter und fortpflanzungsfähig, sodass die Population kontinuierlich zurückgeht. 1955 waren nach Alphonse Richard Hoge (1912–1982) vom Instituto Butantan bereits 70 Prozent Intersexe und nur noch 3 Prozent Weibchen. Die Forscher des Instituto Butantan nehmen an, dass wegen der Isolation der Insel-Lanzenotter seit der letzten Eiszeit der Genpool sehr klein ist und inzuchtbedingte erbliche Störungen im Mechanismus der Geschlechtsfestlegung aufgetreten sind. 
Eine zweitägige Herpetologen-Exkursion konnte 1965 kein einziges Exemplar finden, 1966 fing A.R. Hoge noch sieben Tiere, von denen eines in die Pflege von Robert Mertens (Senckenberg-Museum Frankfurt/Main) kam. 1977 vermutete der Herpetologe Hans-Günter Petzold, dass die Insel-Lanzenotter in naher Zukunft aussterben wird.

## Naturschutzpark
Die Insel steht unter Naturschutz. Am 31. Januar 1984 machte der Bundesstaat São Paulo mit dem Dekret 89.336 die Insel zum „Gebiet von besonderem ökologischen Interesse“ (Área de Relevante Interesse Ecológico, ARIE). Am 5. November 1985 wurde das Bundesdekret-Nr. 91.887 verabschiedet, das die Insel zum Naturschutzgebiet von nationalem Interesse erklärt. Das Betreten der Insel sowie das Fischen in einem Umkreis von einem Kilometer ist verboten. Zugang gibt es nur für die Wissenschaftler des Instituto Butantan und die Ambienteforscher des „Instituto Chico Mendes“ zur Erhaltung der Biodiversität, eines Bundesorgans, das die Naturschutzgebiete Brasiliens verwaltet. Die Überwachung von Queimada obliegt der brasilianischen Marine, die den illegalen Fang von Insel-Lanzenottern nicht unterbinden kann. 
2003 gab es Bestrebungen von Naturwissenschaftlern, NGOs, Naturschützern und anderen, das Schutzgebiet ARIE zu einem marinen Nationalpark auszuweiten. Damit soll die Meeresfauna in einer Zone von zwei Seemeilen um die Insel besser geschützt werden. Dazu zählen empfindliche Korallen und bedrohte Arten, darunter Seeschildkröten und Fische wie der Caranha (Schnapper, Lutjanus cyanopterus), die bisher im Rahmen des ARIE-Dekrets nicht geschützt werden. Für den erweiterten Schutz setzt sich auch insbesondere Conservation International ein.

## Schiffbrüche
In den Gewässern auf der Westseite der Insel liegen zwei Wracks nahe der Bucht Saco das Bananas:
- Das kleine Handelsdampfschiff Rio Negro der Gesellschaft Lloyd Brasileiro, das am 17. Juli 1893 Schiffbruch erlitt, gebaut 1872, mit einer Verdrängung von 450 Bruttoregistertonnen. Es kollidierte bei schlechtem Wetter mit der Insel und liegt zurzeit in einer Tiefe von 12 bis 18 m.

- Das Handelsschiff Tocantins, ebenfalls von Lloyd Brasileiro, das am 30. August 1933 unterging.

Bis heute lassen sich die Überreste der Wracks gut erkennen, da die Gewässer um die Insel außerordentlich klar sind und Sicht bis in eine Tiefe von 30–40 m erlauben.

## Trivia
2010 hat die Webseite Listverse, spezialisiert auf Superlativlisten, die Insel unter den „Top 10 places you don’t want to visit“ auf den ersten Platz gesetzt, noch vor der kontaminierten Zone von Tschernobyl und den Schlammvulkanen von Aserbaidschan. Dies wiederholte sich 2014.
Die Schlangeninsel ist Namensgeberin für die US-amerikanische Reality-TV-Fernsehserie „Treasure Quest: Snake Island“, die von MAK Pictures für den Discovery Channel produziert wurde und deren erste Folgen auf der Queimada Grande gedreht wurden. Die Serie wird in Deutschland auf DMAX als „Die Schatzsucher von Snake Island“ ausgestrahlt.
Die ZDF-Dokuserie Terra X widmete der Insel im Dezember 2024 einen etwa 15-minütigen Beitrag innerhalb der Folge „Tabu – Betreten verboten!“

## Nachweise und Anmerkungen
1. 1 2  Hans-Günter Petzold: Vipern und Grubenottern. In Grzimeks Tierleben, Enzyklopädie des Tierreichs, Hrsg. Bernhard Grzimek. Zürich 1975-1977; Band 6 (Kriechtiere), S. 486
2. ↑  Brasileiro, C. A., Haddad, C. F. B., Sawaya, R. J. & M. Martins (2007): A new and threatened species of Scinax (Anura: Hylidae) from Queimada Grande Island, southeastern Brazil. Zootaxa 1391: Seiten 47–55. (PDF)
3. ↑  Dipsas albifrons in der Roten Liste gefährdeter Arten der IUCN 2023.1. Eingestellt von: A.L. Silveira, A.L. da C. Prudente, A.J.S. Argôlo, C.R. Abrahão, C. de C. Nogueira, F.E. Barbo, G.C. Costa, G.M.F. Pontes, G.R. Colli, H. el D. Zaher, M. Borges-Martins, M.R.C. Martins, M.E. Oliveira, P.G.H. Passos, R.S. Bérnils, R.J. Sawaya, C.T-Z. Cechin & T.B.G. da Costa, 2012. Abgerufen am 7. April 2024.
4. ↑  listverse.com, besucht am 5. Januar 2013.
5. ↑  Travelbook, besucht am 26. Dezember 2014
6. ↑  Die Schatzsucher von Snake Island. In: dmax.de. DMAX c/o Discovery Communications Deutschland, abgerufen am 7. März 2022.
7. ↑  Treasure Quest: Snake Island. In: discovery.com. Abgerufen am 7. März 2022.
8. ↑  Tabu – Betreten verboten! In: ZDF: Terra X. 23. Dezember 2024, abgerufen am 26. Dezember 2024.